# Great Castle House
Great Castle House er en tidligere byresidens opført på en del af det areal, der hører til Monmouth Castle i Monmouth, Wales. Huset er et beskyttet bygningsværk af første grad efter den officielle britiske liste, og den er en af 24 bygninger på Monmouth Heritage Trail. Residensen har en af Monmouths mest interssante arkitektoniske udformninger. Den ligger på Castle Hill, ud for Agincourt Square i byens centrum.
Bygningen blev fuldført i 1673 for Henry Somerset, 3. markis af Worcester, som var minister for Council of Wales and the Marches, og den er blevet beskrevet som "et hus, med en strålende knejsen udenfor og inde". Senere blev Great Castle House anvendt til retsbygning, indtil denne flyttede til den nyopførte Shire Hall i 1725. Bygningen har siden midten af det 19. århundrede været hovedkvarter for Royal Monmouthshire Royal Engineers, og den huser regimentets museum.